# Michał Głębocki
Michał Głębocki herbu Doliwa – wojski większy owrucki w 1770 roku.
Był komisarzem Sejmu Czteroletniego z powiatu kijowskiego województwa kijowskiego do szacowania intrat dóbr ziemskich w 1789 roku.